# Мезинова, Татьяна Владимировна
Татья́на Влади́мировна Мези́нова — российская легкоатлетка. Серебряный и двукратный бронзовый призёр Паралимпийских игр, заслуженный мастер спорта России.

## Награды и звания
- Заслуженный мастер спорта России (1996).
- Медаль ордена «За заслуги перед Отечеством» II степени (6 апреля 2002 года) — за большой вклад в развитие физической культуры и спорта, высокие спортивные достижения на XI Параолимпийских играх 2000 года в Сиднее (Австралия).[1]